# James May

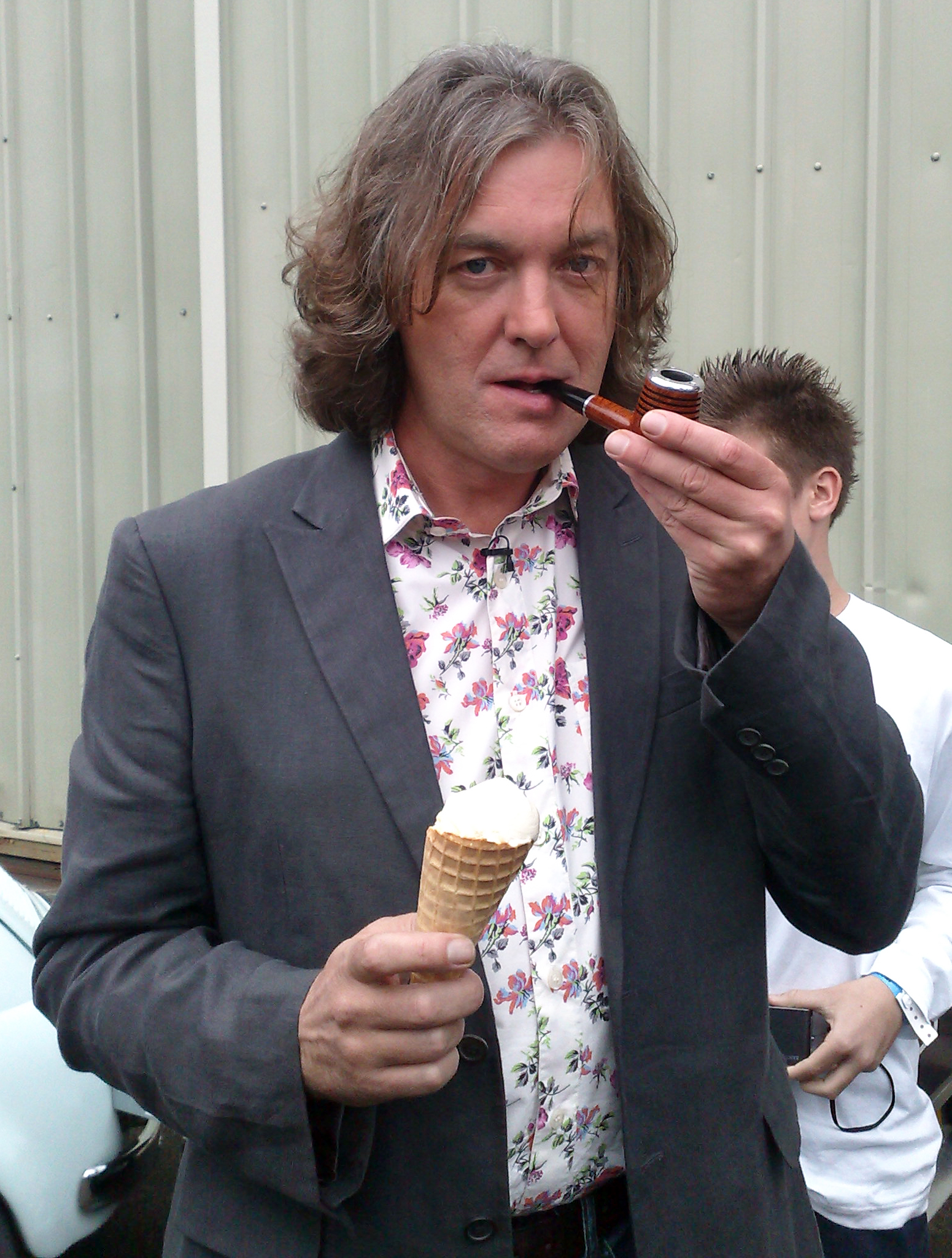
James May (2012)

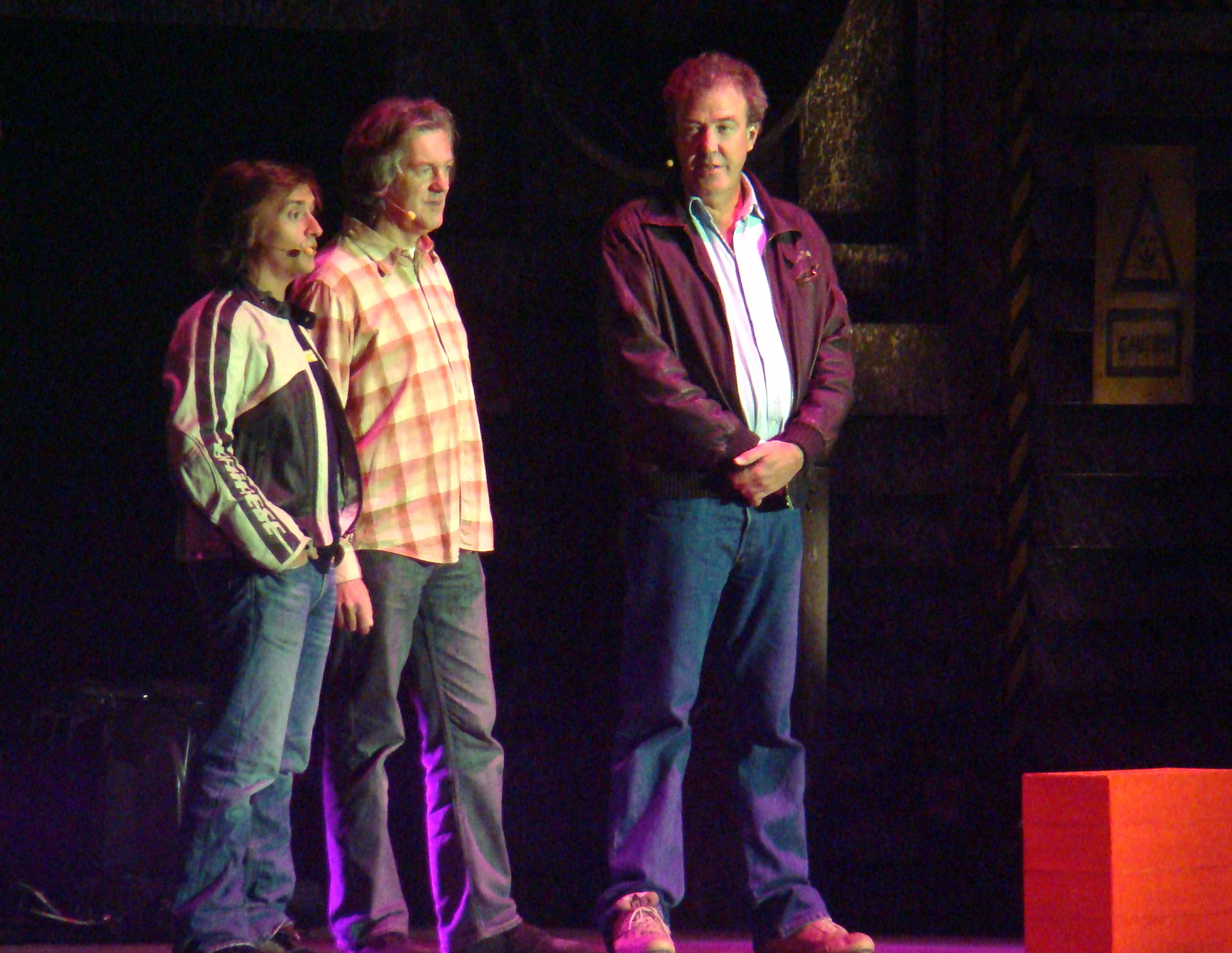
Richard Hammond, James May i Jeremy Clarkson (2008)

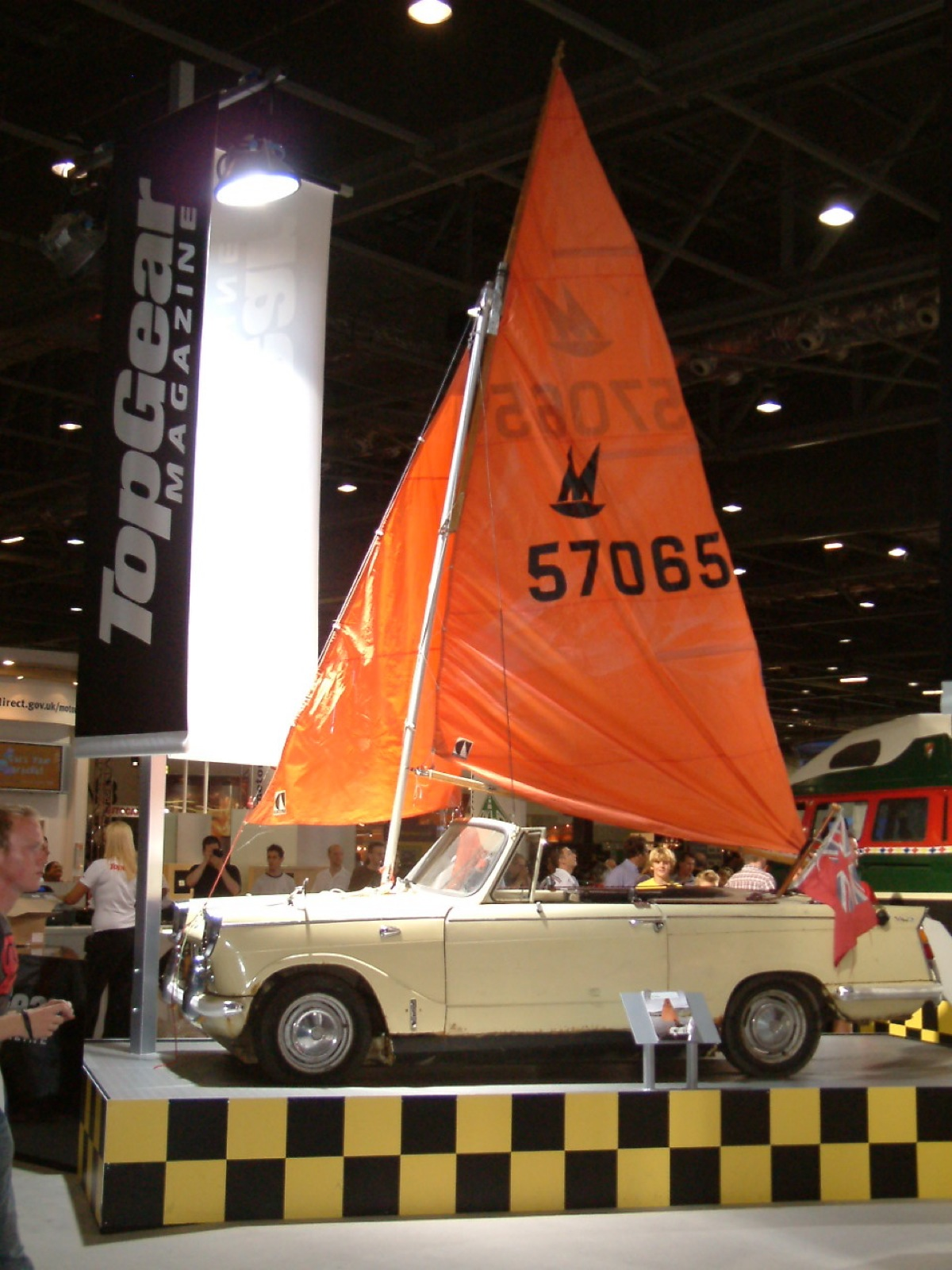
Jeden z wielu dziwnych pojazdów stworzonych przez liderów programu w Top Gear, amfibia na bazie Triumpha Heralda (2008)

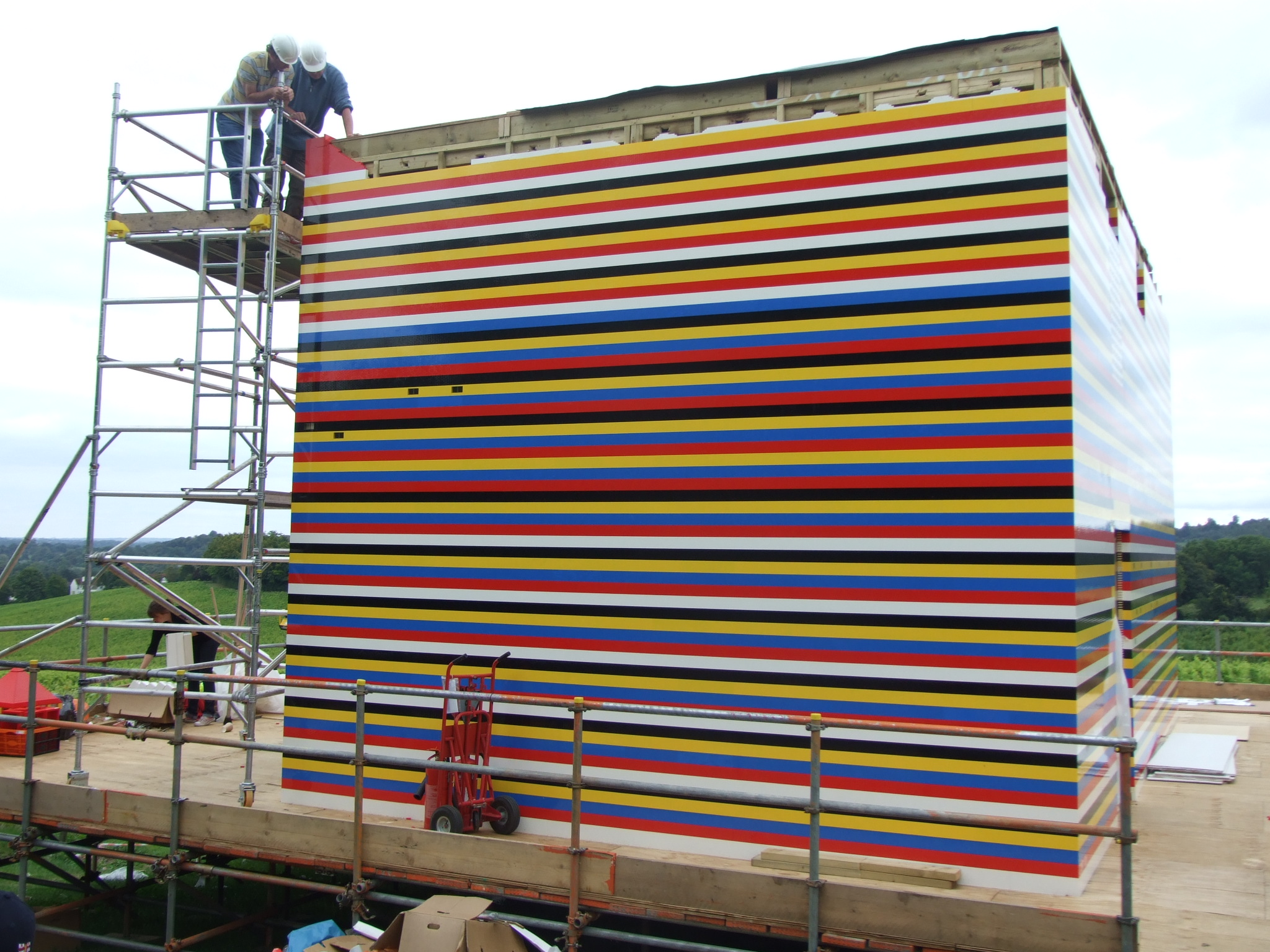
James May's Toy Stories: Dom z klocków Lego (2009)

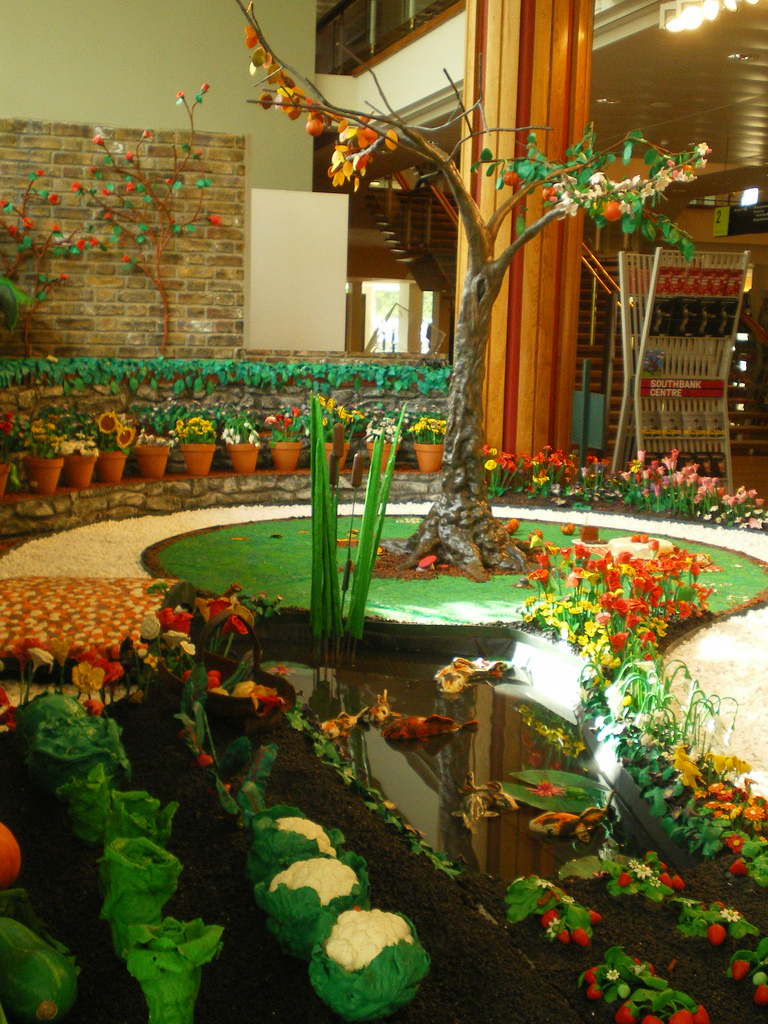
James May's Toy Stories: Ogród z plasteliny (2009)

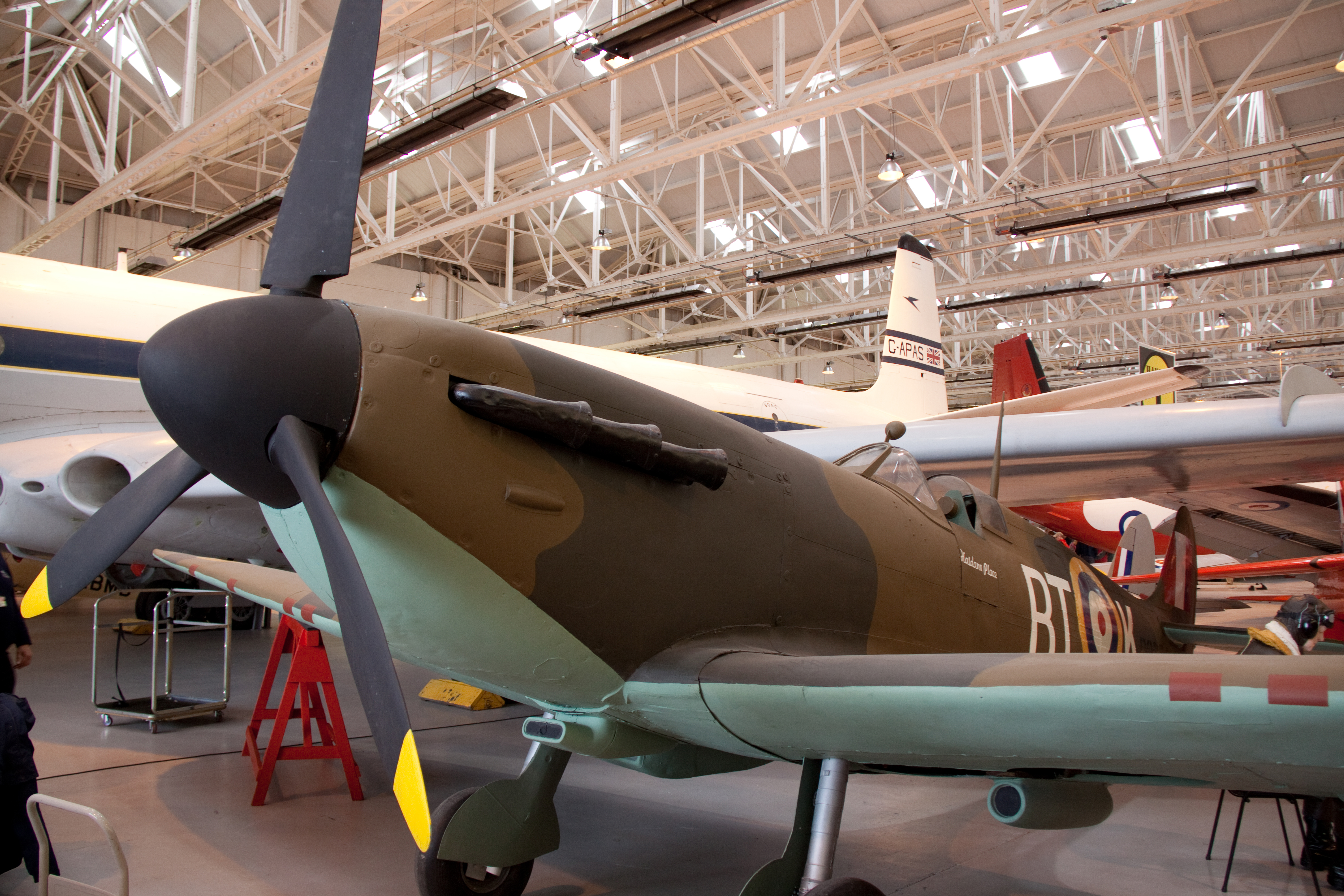
James May's Toy Stories: James May Airfix Sptifire 2 (2011)

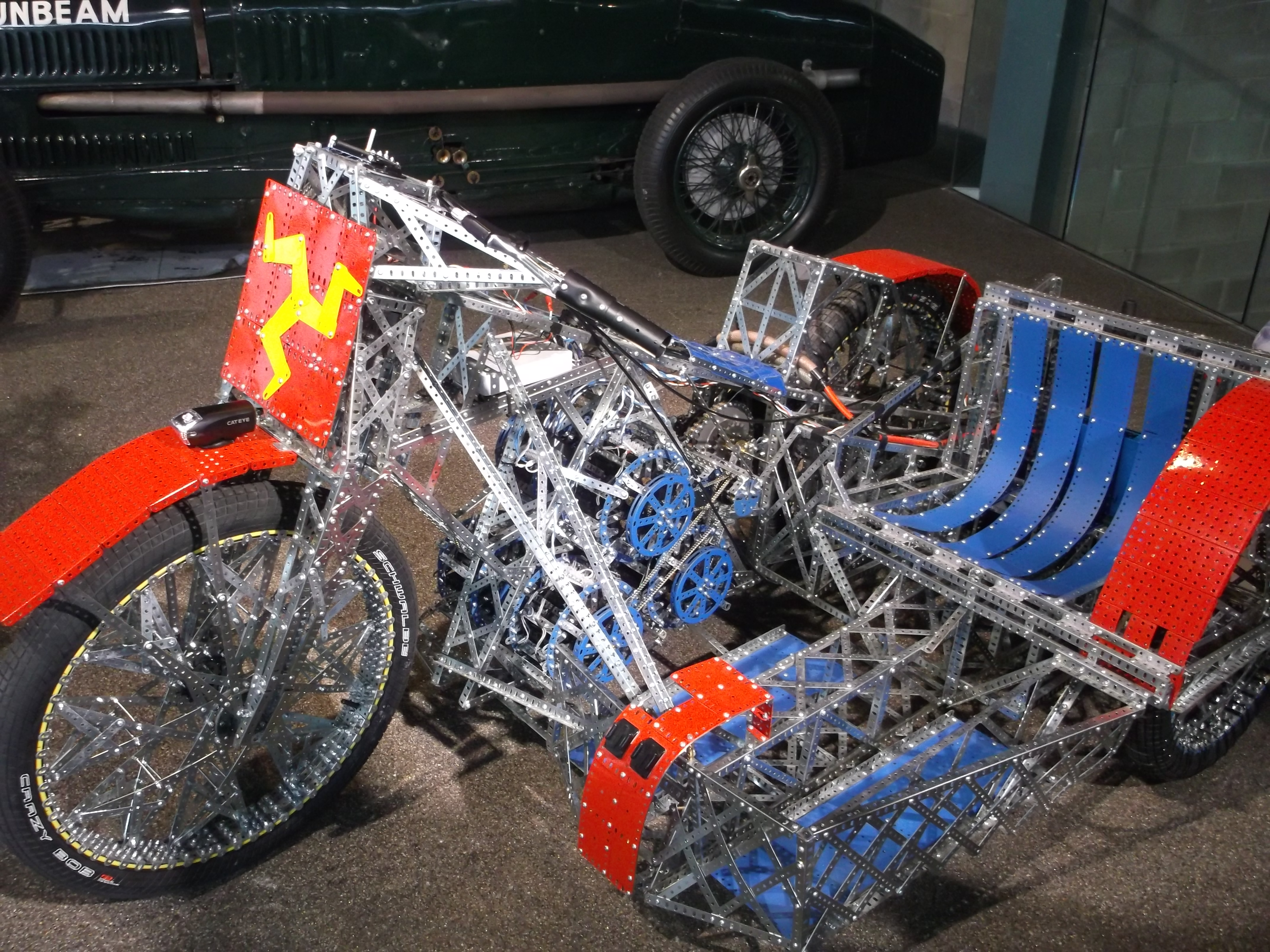
James May's Toy Stories: Motocykl wykonany z klocków konstrukcyjnych dla dzieci Meccano (2013)

James Daniel May (ur. 16 stycznia 1963 w Bristol) – brytyjski dziennikarz, współpracownik i prezenter Top Gear oraz The Grand Tour, wraz z Richardem Hammondem i Jeremym Clarksonem. Pisze również cotygodniowe felietony motoryzacyjne w „The Daily Telegraph”.
May znany jest z kończenia prawie wszystkich konkurencji rozgrywanych między prezenterami Top Gear na ostatnim miejscu, co dało mu przydomek Captain Slow wśród fanów i pozostałych prezenterów.
Wraz z Jeremym Clarksonem jako pierwsi dotarli samochodem na północny biegun geomagnetyczny (78°35'07"N, 104°11'09"W). Wyprawa była elementem zorganizowanego na potrzeby Top Gear wyścigu z psim zaprzęgiem Richarda Hammonda.

## Życiorys
Urodził się w Bristolu w południowo-zachodniej Anglii. Rodzice Jamesa, ojciec James (pracował w przemyśle stalowym) i matka Kathleen (pielęgniarka), mieli czworo dzieci – dwie dziewczynki i dwóch chłopców. Uczęszczał do Caerleon Endowed Junior School w Newport. Był chórzystą w kościele parafialnym w Whiston oraz zapalonym flecistą i pianistą. Lata nastoletnie spędził w South Yorkshire, gdzie uczył się w Comprehensive School (obecnie Oakwood Technology College) w Rotherham i Lancaster University na kierunku muzycznym. Po ukończeniu studiów pracował przez jakiś czas w szpitalu w Chelsea.

### Kariera dziennikarska
Karierę dziennikarską rozpoczął na początku lat osiemdziesiątych w magazynach „The Engineer“ oraz „Autocar Magazine“, gdzie pisał w kolumnie "England Made Me". W 1992, został zwolniony z „Autocar Magazine“ za umieszczenie w jednym z artykułów ukrytego hasła/wiadomości, które można było odczytać z wyróżnionych przez niego liter So you think it's really good, yeah? You should try making the bloody thing up; it's a real pain in the arse. Redaktorzy magazynu zdali sobie sprawę z "żartu", gdy czytelnicy zaczęli dzwonić do redakcji, ponieważ uważali, że otrzymają nagrodę za odgadnięcie hasła.
May regularnie pisał artykuły do czasopisma „Car Magazine”, gdzie redagował kolumnę „England Made Me” oraz artykuły dla magazynu „Top Gear“. Od 2003 redaguje cotygodniową kolumnę w „The Daily Telegraph“. Pisze też dla internetowego magazynu motoryzacyjnego „Sniff Petrol“.

### Kariera telewizyjna
Po raz pierwszy pojawił się w programie telewizyjnym Driven na Channel 4 w 1998 roku. Prowadził też program telewizyjny dla BBC James May's Top Toys, podczas którego prezentował najlepsze jego zdaniem zabawki. Był też lektorem w ośmiu częściach serii Road Rage School na BBC1.

#### Top Gear
May sławę zyskał dzięki współprowadzeniu w latach 1999−2015 (z Jeremym Clarksonem i Richardem Hammondem) cyklicznego programu motoryzacyjnego poświęconego samochodom oraz sportom motorowym produkowanego przez BBC Top Gear. Do ekipy programu dołączył w 2 sezonie, zastępując Jasona Dawe, gdzie zyskał pseudonim Captain Slow (Kapitan Powolny lub Kapitan Snuja, od czasownika snuć się), gdyż przez lata niemal wszystkie zawody rozgrywane pomiędzy prezenterami kończył na ostatnim miejscu.
Polskę prezenterzy w trójkę odwiedzali kilkakrotnie, m.in. podczas realizacji zdjęć do programu Top Gear. W 2014 roku, na Stadionie Narodowym w Warszawie poprowadzili swoje show – „Top Gear Live“, towarzyszące wielkiej polskiej imprezie motoryzacyjnej, Verva Street Racing, gromadząc 58 000 widzów.
Po tym jak w marcu 2015 roku Jeremy Clarkson został zwolniony z BBC, pozostali prezenterzy odmówili dokończenia trwającego sezonu Top Gear i w ramach solidarności z Clarksonem, wycofali się programu.
Nadawane od 2016 roku nowe show z ich udziałem produkowane przez Amazon.com nosi nazwę The Grand Tour. Łącznie w ramach pierwszego sezonu wyemitowanych zostało 13 odcinków. Premiera drugiego sezonu miała miejsce 8 grudnia 2017 roku na platformie Amazon Prime Video.

#### Oz and James
W 2006 razem z ekspertem od win, Ozem Clarkiem, poprowadził program telewizyjny BBC Oz and James's Big Wine Adventure, w którym podróżowali przez Francję i próbowali win z różnych regionów. W 2009 nagrali drugi sezon Oz and James Drink to Britain, podczas którego podróżowali przez Wielką Brytanię i Irlandię, odkrywając szereg dostępnych napojów alkoholowych. Seria ta była sequelem Oz i James's Big Wine Adventure i miała ten sam format. Wybranym pojazdem tej serii był kabriolet Rolls-Royce Corniche z 1982.

#### James May's Toy Stories
Od października 2009 wystąpił w sześcioczęściowym serialu James May's Toy Stories przedstawiającym ulubione zabawki minionej epoki oraz podjął próbę ich przeróbki i zastosowania we współczesności. Wśród prezentowanych zabawek były m.in. Airfix, Plastelina, Meccano, Scalextric, Lego i Hornby. W sierpniu 2009 May wraz ze swoim zespołem zbudował pełnowymiarowy dom z klocków Lego w Denbies Wine Estate w Surrey Budowla pochłonęła ponad milion elementów. W grudniu 2012 roku w specjalnym odcinku świątecznym pod tytułem Flight Club, skonstruował na dużą skalę Model Airfix − model myśliwca II wojny światowej, który przeleciał 22 mile (35 km) z Devon na wyspę Lundy. W kolejnym odcinku wykonał projekt Ogród plastelinowy, w który odtworzył pełnowymiarowy ogród naturalnej wielkości z plasteliny. Zaś w 2013 stworzył w pełni funkcjonalny motocykl i wózek boczny o naturalnej wielkości, wykonany w całości z zabawki budowlanej Meccano.

#### James May’s 20th Century
James May’s 20th Century był programem telewizyjnym, który po raz pierwszy miał swoją premierę 10 lipca 2007 w telewizji BBC Two. Skoncentrowano się w nim na tematach dotyczących różnych postępów i odkryć w najnowszej historii oraz tego, w jaki sposób te postępy mają negatywny lub pozytywny wpływ na nasze życie. Seria filmów dokumentalnych zawierała tylko sześć odcinków i spotkała się z kilkoma negatywnymi recenzjami. Skrytykowano go m.in. za brak oryginalności, a jedynie skopiowanie założeń programu motoryzacyjnego Top Gear.

#### James May: Our Man in...
James May: Our Man in... to podróżniczy program telewizyjny, który premierę miał 3 stycznia 2020 roku na platformie Prime Video. W pierwszym sezonie programu James May podróżuje po Japonii, drugi sezon nagrywany był we Włoszech, a trzeci w Indiach.

#### James May: Oh Cook!
James May: Oh Cook! to program kulinarny, który premierę miał 13 listopada 2020 roku na platformie Prime Video.

### Książki
Jest autorem wielu książek, z których dwie ukazały się w języku polskim. W 2008 James May i jego wspaniałe maszyny (James May's Magnificent Machines) oraz w 2009, wydana nakładem wydawnictwa Insignis Media, polska edycja Notes from the Hard Shoulder, zatytułowana Zapiski z pobocza.
Jego pierwsza książka, która ukazała się w 2006 May on Motors, stanowi zbiór artykułów opublikowanych w magazynach „Daily Telegraph (Motoring section)”, „Scotland on Sunday”, „Car” i „Top Gear”.

## Życie prywatne
Mieszka w Hammersmith. Nie ma żony ani dzieci, ale od roku 2000 związany jest z Sarah Frater. Ma młodszego brata Davida, młodszą siostrę Sarah i starszą siostrę Jane.
Był właścicielem wielu samochodów, w tym Saab 9-5, Rolls-Royce Phantom, Range Rover, Alfa Romeo 164, Fiat Panda, Ferrari F430, Ferrari 458, Porsche Boxster S, Rolls-Royce Corniche, Mini Cooper, Porsche 911, Jaguar XJS, Bentley T2, Triumph 2000, Mazda MX-5, Citroen Ami i motocykli.
W 2006 roku otrzymał licencję na loty samolotem. Jest właścicielem Luscombe 8A "Silvaire" i amerykańskiego Championa 8KCAB Super Decathlon.

## Nagrody i wyróżnienia
W roku 2000 został uhonorowany nagrodą Motoryzacyjny Dziennikarz Roku przyznawaną przez Brytyjskie Stowarzyszenie Dziennikarzy Motoryzacyjnych (Guild of Motoring Writers).
W 2010 roku otrzymał tytuł doktora honoris causa od władz Lancaster University.

## Filmy/DVD

### Telewizja
- 1999: Top Gear, Prezenter
- 2003–2015: Top Gear, Prezenter
- 2005: James May's Top Toys, Prezenter
- 2006–2007: Oz and James's Big Wine Adventure, Prezenter
- 2007: Top Gear of the Pops, Prezenter
- 2007: James May's 20th Century, Prezenter
- 2007: James May: My Sisters' Top Toys, Prezenter
- 2008: Top Ground Gear Force, Prezenter
- 2008: James May's Big Ideas, Prezenter
- 2009: Oz and James Drink to Britain, Prezenter
- 2009: James May on the Moon, Prezenter
- 2009: James May at the Edge of Space, Prezenter
- 2009–2014: James May's Toy Stories, Prezenter
- 2010: Shooting Stars, gościnnie
- 2010–2013: James May's Man Lab, Prezenter
- 2011–2012: James May's Things You Need To Know, Prezenter
- 2014–2016: James May's Cars of the People, Prezenter
- 2014: Phineas and Ferb, gościnnie
- 2015: Building Cars Live, Prezenter
- od 2016: Present The Grand Tour, Prezenter
- od 2016: Present James May: The Reassembler, Prezenter

### DVD
- 2006: Oz & James' Big Wine Adventure, Series One, Acorn Media
- 2006: James May's Motormania Car Quiz, DMD
- 2007: James May's 20th Century: The Complete Series, ITV
- 2008: Oz & James' Big Wine Adventure: Series Two, Acorn Media
- 2009: James May's Big Ideas: The Complete Series, DMD
- 2009: James May on the Moon, BBC DVD
- 2009: James May's Amazing Brain Trainer, DMD
- 2009: James May's Toy Stories: The Complete Series, Channel 4
- 2009: Oz and James Drink to Britain, Acorn Media
- 2010: Top Gear: Apocalypse, BBC DVD
- 2011: James May's Man Lab: Series One, Acorn Media
- 2011: Top Gear: At The Movies, BBC DVD
- 2012: James May's Man Lab: Series Two, Acorn Media
- 2012: Top Gear: Worst Car in the History of the World, BBC DVD
- 2013: James May's Man Lab: Series Three, Acorn Media
- 2013: James May's Toy Stories: Balsa Wood Glider/Great Train Race, Channel 4
- 2014: James May's Toy Stories: The Motorcycle Diaries, Channel 4
- 2014: James May's Toy Stories: Action Man at the Speed of Sound, Channel 4
- 2016: James May: The Reassembler: Series One, Spirit Entertainment Limited
- 2017: James May: The Reassembler: Series Two, Spirit Entertainment Limited

## Książki
- 2006: May on Motors: On the Road with James May. Virgin Books, 2006, s. 288. ISBN 0-7535-1186-X.
- 2006: Oz and James's Big Wine Adventure. BBC Books, 2006, s. 224. ISBN 0-563-53900-3.
- 2007: Notes from the Hard Shoulder. Virgin Books, s. 224. ISBN 0-7535-1202-5. (Zapiski z pobocza, wydana w Polsce 2009)
- 2008: James May's 20th Century. Hodder & Stoughton, 2008, s. 294. ISBN 0-340-95091-9.
- 2008: James May's Magnificent Machines. Hodder & Stoughton, 2008, s. 336. ISBN 0-340-95092-7. (James May i jego wspaniałe maszyny, wydana w Polsce 2011)
- 2009: Oz and James Drink to Britain. Pavilion, 2009, s. 192. ISBN 1-86205-846-6.
- 2009: Car Fever: The car bore's essential companion. Hodder Paperbacks, 2010, s. 304. ISBN 0-340-99455-X.
- 2009: James May's Toy Stories. Conway, 2009, s. 272. ISBN 1-84486-107-4.
- 2009: James May's Toy Stories: Lego House. Conway, 2009, s. 272. ISBN 1-84486-107-4.[34]
- 2010: James May's Toy Stories: Airfix Handbook. Conway, 2010, s. 128. ISBN 1-84486-116-3.
- 2010: James May's Toy Stories: Scalextric Handbook. Bloomsbury Publishing PLC, 2010, s. 96. ISBN 978-1-84486-117-0.
- 2011: How to Land an A330 Airbus: And Other Vital Skills for the Modern Man. Hodder Paperbacks, 2011, s. 256. ISBN 0-340-99458-4.
- 2012: May On Board. Hodder & Stoughton Ltd, 2012, s. 302. ISBN 0-340-99459-2.
- 2012: James May's Man Lab: The Book of Usefulness. Hodder Paperbacks, s. 256. ISBN 1-4447-3632-9.
- 2017: The Reassembler. Hodder & Stoughton, 2017, s. 192. ISBN 1-4736-5691-5.